# Unholy Passion EP
Unholy Passion es un EP de la agrupación estadounidense Samhain, publicado originalmente en 1985. En 1987 Glenn Danzig grabó nuevamente la guitarra y algunas pistas de voz del disco, removiendo las partes originales grabadas por Pete "Damien" Marshall. De acuerdo a Eerie Von en su libro Misery Obscura, el álbum representó un alejamiento del sonido con respecto al primer álbum de Samhain, integrando sonidos más oscuros y góticos.

## Lista de canciones
Todas las canciones escritas y compuestas por Glenn Danzig. 
| Lado A |                  |          |  |
| N.º    | Título           | Duración |  |
| 1.     | «Unholy Passion» | 3:10     |  |
| 2.     | «All Hell»       | 2:19     |  |

| Lado B |                  |          |  |
| N.º    | Título           | Duración |  |
| 1.     | «Moribund»       | 1:43     |  |
| 2.     | «The Hungry End» | 3:06     |  |
| 3.     | «I Am Misery»    | 3:40     |  |

## Personal
- Glenn Danzig- Voz, guitarra, teclados
- Eerie Von - Bajo
- Steve Zing - Batería
- Pete Marshall - Guitarra en la versión original